# Conférence Européenne des Administrations des Postes et des Télécommunications

Bundesdeutsche Europa-Briefmarke von 1968

Die Conférence Européenne des Administrations des Postes et des Télécommunications (CEPT) (deutsch Europäische Konferenz der Verwaltungen für Post und Telekommunikation, englisch European Conference of Postal and Telecommunications Administrations) ist eine Dachorganisation zur Zusammenarbeit der Regulierungsbehörden aus 48 europäischen Staaten mit einem Hauptbüro in Kopenhagen, Dänemark.

## Geschichte
Die CEPT wurde 1959 von 19 staatlichen Post- und Telekommunikationsunternehmen (PTTs) gegründet.
In den 1980er Jahren erlangte die CEPT  wegen des 1981 verabschiedeten Zeichen-Standards für den weit verbreiteten Bildschirmtext allgemeine Bekanntheit.
Die CEPT-Mitglieder beschlossen 1988 die Gründung des Europäischen Instituts für Telekommunikationsnormen (ETSI).
Im Jahr 2004 wurde eine Absichtserklärung (MoU) zwischen CEPT, ECC (Electronic Communications Committee, ein Ausschuss der CEPT) und ETSI erneuert, mit dem Zweck der Zusammenarbeit im Rahmen des Europäischen Prozesses zwischen Standardisierung und Regulierung für Funkkommunikationsgeräte und -systeme. Das MoU soll unter anderem dazu beitragen, die Ergebnisse aus entsprechenden technischen Verträglichkeitsstudien des ECC konsistent in Europäische harmonisierte Normen des ETSI umzusetzen.

## Ziele
Die CEPT verfolgt das Ziel, als Forum für regulatorische Themen im Post- und Telekommunikationssektor die Mitglieder zu unterstützen und die Zusammenarbeit auf europäischer Ebene zu fördern. Ferner sollen Grundsatzfragen EU-weit geklärt werden. Dazu gehören die effiziente Nutzung von Funkfrequenzen sowie die elektromagnetische Verträglichkeit der Funkdienste. Ferner werden die Beziehungen zwischen den einzelnen nationalen Regulierungsbehörden in Europa, beispielsweise also der Bundesnetzagentur (BNetzA) in Deutschland, dem Bundesministerium für Landwirtschaft, Regionen und Tourismus (BMLRT) in Österreich oder dem Bundesamt für Kommunikation (BAKOM) in der Schweiz, mit der Europäischen Union sowie zur Internationalen Fernmeldeunion (ITU) und zum Weltpostverein (UPU) gepflegt. Es soll auf eine langfristige Angleichung der nationalen Regelungen im Post- und Telekommunikationssektor auf europäischer und internationaler Ebene hingewirkt werden.

## Struktur
Die CEPT gliedert sich in die Komitees:
- Electronic Communications Committee (ECC) und
- European Committee for Postal Regulation (CERP)

Daneben hat die CEPT auf gleicher Ebene wie ECC und CERP die Arbeitsgruppe ITU (WG-ITU) eingerichtet.
Das European Communications Office (ECO) in Kopenhagen, das bis zum 30. Juni 2009 die Bezeichnung European Radiocommunications Office (ERO) führte, ist das Büro des ECC. Dieses hatte bereits 2001 das European Telecommunications Office (ETO) übernommen. Es verfügt somit über die nötige Expertise, um Planungen zu erarbeiten und das ECC zu beraten. Außerdem führt es Konsultationen durch, bildet die Schnittstelle zu den nationalen Regulierungsbehörden und besorgt die Veröffentlichungen des ECC.
Für die regulatorischen Anforderungen im Funkwesen sind die beim ECC angesiedelten Arbeitsgruppen WG FM (Working Group Frequency Management) und WG SE (Working Group Spectrum Engineering) von Bedeutung, welche sich mit der Planung einer effizienten Nutzung von Funkfrequenzen sowie mit der technischen Verträglichkeit von Funkdiensten befassen.
Die vom ECC beschlossenen Entscheidungen, Empfehlungen und Berichte (Decisions, Recommendations und Reports), die von den genannten Arbeitsgruppen vorbereitet werden, sind in der Dokumentendatenbank des ERO frei erhältlich (siehe Weblinks).

## Mitglieder
In der CEPT sind mit Stand 2019 die Regulierungsbehörden aus 46 Staaten zusammengeschlossenen. Dies sind 45 der 46 Länder die ganz oder teilweise in Europa liegen. Ausgenommen in Europa ist Kasachstan:
Albanien, Andorra, Österreich,  Belarus (Mitgliedschaft seit 2022 suspendiert), Belgien, Bosnien und Herzegowina, Bulgarien, Kroatien, Tschechien, Dänemark, Estland, Finnland, Frankreich, Georgien, Deutschland, Griechenland, Ungarn, Island, Irland, Italien, Lettland, Liechtenstein, Litauen, Luxemburg, Malta, Moldawien, Monaco, Montenegro, Niederlande, Nordmazedonien, Norwegen, Polen, Portugal, Rumänien, Russland (Mitgliedschaft seit 2022 suspendiert), San Marino, Serbien, Slowakei, Slowenien, Spanien, Schweden, Schweiz, Türkei, Ukraine, Vereinigtes Königreich, Vatikanstadt.
Weiters umfasst CEPT drei Mitgliedstaaten aus Asien:
Republik Zypern, Georgien und Aserbaidschan
Die deutsche Regulierungsbehörde für das Postwesen und für Telekommunikation ist die Bundesnetzagentur.
In der Schweiz ist die Postregulationsbehörde (PostReg) eine fachlich unabhängige Behörde im Eidgenössischen Departement für Umwelt, Verkehr, Energie und Kommunikation (UVEK). Die PostReg arbeitet im CERP mit, während die Schweiz im ECC durch das Bundesamt für Kommunikation (BAKOM) vertreten ist. Die PostReg wurde ab dem 1. Oktober 2012 durch das neue Postgesetz durch die PostCom ersetzt.
Die Regulierungshoheit in Österreich liegt für den Post- und Telekommunikationsbereich seit 2020 beim Bundesministerium für Landwirtschaft, Regionen und Tourismus (BMLRT), das sich hierzu u. a. der weisungsgebundenen „Rundfunk und Telekom Regulierungs GmbH (RTR-GmbH)“ bedient.
Die Deutsche Post AG, die Schweizerische Post und die Österreichische Post AG sind als Postunternehmen Mitglieder der PostEurop und nicht der CEPT.